# 奧布謝里察河
52°31′14″N 35°07′05″E / 52.52056°N 35.11806°E
奧布謝里察河（俄语：Общерица），是俄羅斯的河流，位於該國西部奧廖爾州，屬於涅魯薩河的左支流，發源自中俄羅斯高地西坡，河道全長19公里，流域面積98平方公里。